# Zangezurski Park Narodowy
Zangezurski Park Narodowy (azer. Zəngəzur Milli Parkı) — park narodowy w Azerbejdżanie utworzony w 2003 r. pod nazwą Park Narodowy Ordubad (12131 ha). W 2009 r. powiększony do 42794 ha, przy czym nazwę zmieniono na Zangazur i nadano parkowi imię Akademika Hasana Aliyeva. Obejmuje fragment pasma górskiego Mniejszego Kaukazu, dochodzący do 3906 m n.p.m. wysokości. Krajobraz jest jednak zróżnicowany i oprócz wysokich gór obejmuje niższe wzgórza, lasy górskie, murawy stepowe, po murawy aluwialne nad rzeką Araks. Park jest ostoją lamparta podgatunku perskiego, wilka szarego, żbika, hieny pręgowanej, manula, kozy bezoarowej, owcy stepowej, agamy perskiej i innych rzadkich zwierząt. Do najcenniejszych składników flory należą: Iris elegantissima, Himantoglossum formosum, Dorema glabrum.